# IP500 Alliance
Die IP500 Alliance mit Sitz in Berlin ist eine internationale Organisation von Herstellern von Produkten und Systemen für die Gebäudeautomation (z. B. Bosch, GEZE, Honeywell, Siemens, OMRON, TOYOTA TSUSHO aber auch mittelständische Unternehmen), von Systemintegratoren sowie von Betreibern von Gebäuden und Industrieanlagen. Ziel der IP500 Alliance ist es, mit der IP500-Kommunikationsplattform eine drahtlose (Wireless), herstellerneutrale und sichere Datenübertragung für große Gebäude zu definieren, zu entwickeln und dafür ein Turn-Key-Modul bereitzustellen.
Die Alliance wurde 2007 in Berlin von Herstellern als Interest Group gegründet und konnte zahlreiche internationale Kooperationspartner gewinnen, u. a. Unternehmen wie TÜV Rheinland, EBV oder VARTA. Seit 2011 ist die IP500 Alliance eine offizielle Non-Profit-Organisation auf der Basis eines eingetragenen Vereins (e. V.) nach deutschem Vereinsrecht.

## Technologie
Die IP500-Plattform ist als Wireless-Modul (IP500-Lösung) verfügbar. Die IP500-Lösung erfüllt alle technischen Voraussetzungen für eine sichere, interoperable und gewerkübergreifende Vernetzung smarter Produkte (Devices) für sämtliche Bereiche in der Gebäudeautomation. Für die Interoperabilität, die für das hersteller- und gewerkübergreifende Zusammenspiel der Komponenten in einer umfassenden Gebäudeautomation benötigt wird, sorgt die IP500-Lösung auf Basis zentraler, allgemein eingeführter und akzeptierter Industrienormen und Standards (u. a. IEEE 802.15.4 für den Wireless-Chip; IPv6/6LoWPAN; AES128, IPsec im Software-Netzwerk-Stack; sowie BACnet im Applikations-Layer).
Die IP500-Lösung steht heute nach mehrjähriger Entwicklung allen IP500-Alliance-Mitgliedern zur Verfügung.
Die IP500-Lösung ist der einzige Standard, der speziell für sicherheitsrelevante Applikationen, wie z. B. Rauch, Einbruch oder Evakuierung, entwickelt wurde und die notwendigen internationalen Regularien (z. B. nach EN und VdS) unterstützt. Damit stellt sie sicher, dass Produkte und elektronische Devices in sicherheitsrelevanten Anwendungen wie Brandschutz, Einbruch oder Zutritt über ein sicheres, drahtloses Netzwerk miteinander kommunizieren und gesteuert werden können. Die Hersteller derartiger Produkte und Systeme können die IP500-Lösung als eine vorzertifizierte Kommunikationslösung verwenden.
Die IP500 Lösung ist als Plattform als Modul mit einer Zwei-Chip-Lösung verfügbar – das sind sehr robuste und leistungsfähige Wireless -Chips mit einem leistungsstarken, aber sehr sparsamen Micro-Controller. Hinzu kommt dann der energiesparende und flexible Software-Netzwerk-Stack (auf Basis eines flexiblen und sicheren Meshingverfahrens des Netzwerks) und maßgeschneiderte Netzwerk-Services für das gesamte Netzwerk (inkl. Access Points und Router). Die IP500-Lösung als Modul ist sehr klein und kann in Sensoren, Aktoren und anderen smarten Geräten problemlos integriert werden.
Die Software (Netzwerk-Services) dient zur Organisation des IP500-Gesamtsystems. Durch flexible Gateway-Software sorgen die Netzwerk-Services für ein sehr skalierbares und redundantes Verhalten in drahtlosen Netzwerken und für eine transparente Integration in bestehenden (auch proprietären) Systemen. Gleichzeitig bieten sie eine Reihe von Management- und Reporting-Tools zur Wartung und Steuerung des IP500-Netzwerkes.
Einsatzgebiete der IP500-Lösung in Produkten und Systemen sind neben Gewerbeimmobilien, Industrieanlagen, Sportstätten und Verwaltungsgebäuden zunehmend auch Smart-Home-Lösungen.
Die IP500 Alliance erwartet, dass mit dem Internet der Dinge (Machine2Machine-Kommunikation) und den Entwicklungen im Rahmen von Industrie 4.0 die Verfügbarkeit hochleistungsfähiger drahtloser Netze zunehmen wird und vermehrt Sensoren und Aktoren als Basis innovativer Lösungen für eine intelligente Gebäudeautomation weltweit genutzt werden.
Eine Globalisierung des IP500-Standards ist bereits durch Repräsentanten in USA, Indien und Asien (Japan) realisiert.